# Järnvägstorget, Helsingfors

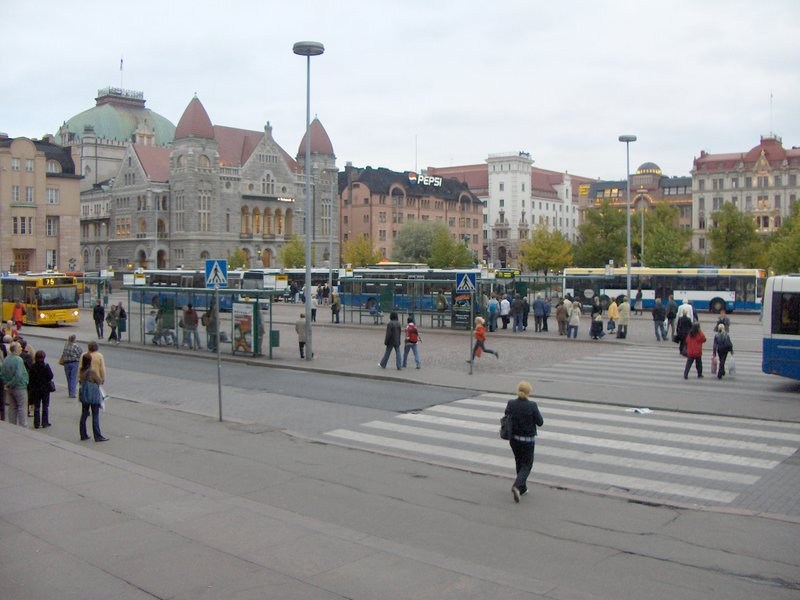
Järnvägstorget

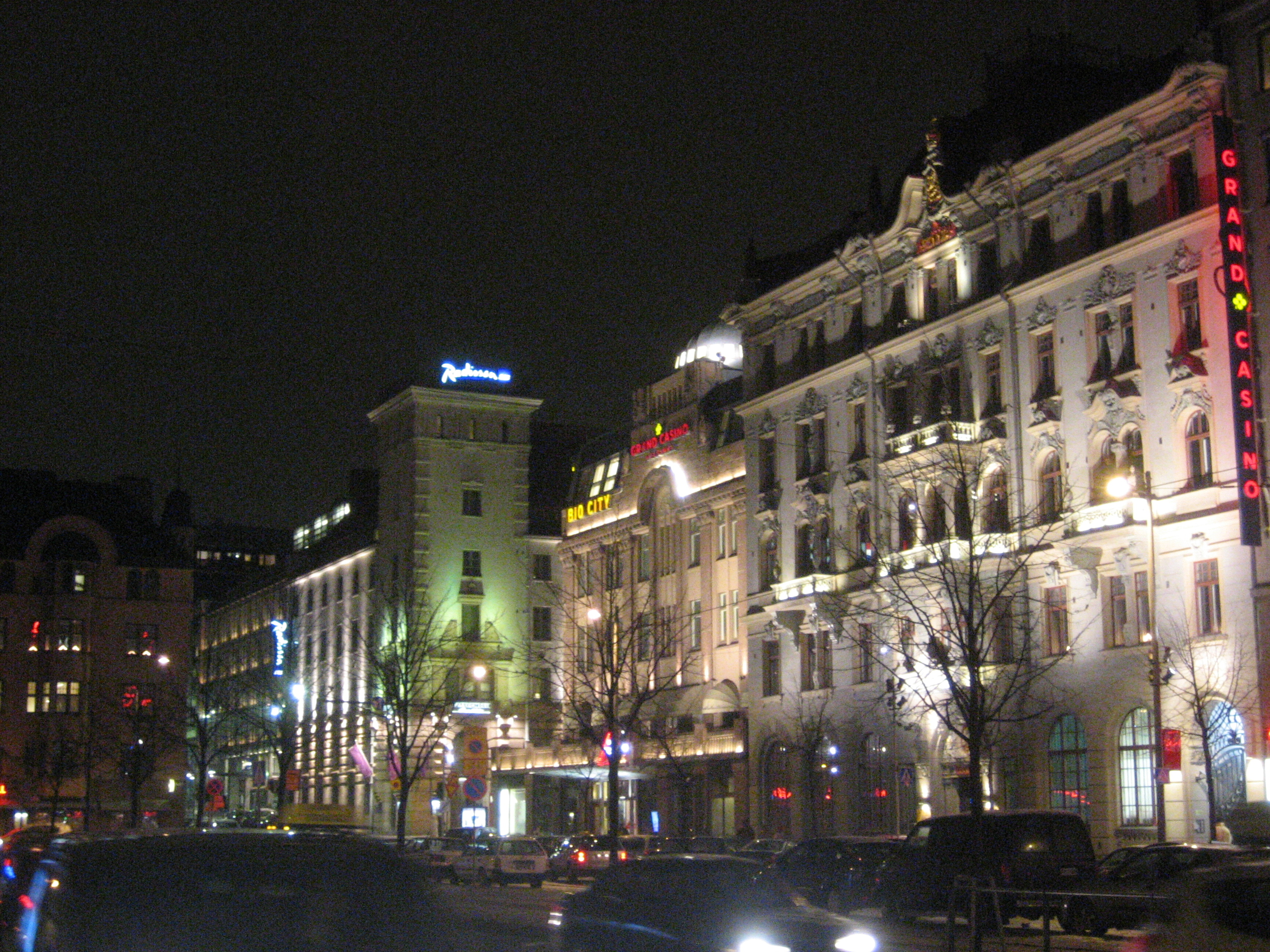
Byggnader vid Mikaelsgatan, bland annat Grand Casino och Fenniahuset

Järnvägstorget (finska: Rautatientori) är ett torg i Helsingfors stad på den östra sidan av Helsingfors järnvägsstation. Järnvägstorget är en viktig trafikknutpunkt, där man byter mellan tåg, buss och metro.
På den norra sidan av torget ligger Finlands nationalteater och den östra sidan består av kvarteret Kamelen som delades i två delar då Kajsaniemigatan byggdes. I kvarteret Kamelen som ligger vid Mikaelsgatan finns Grand Casino Helsinki och Fennias hus. Fennia var i tidigare ett av de finaste hotellen i Helsingfors och hette Grand Hotel Fennia. Efter det har flera kända restauranger funnits i byggnaden och numera hör restaurangsalen till kasinot. Gårdsbyggnaderna vid Mikaelsgatan 17 revs år 1988 och i stället uppfördes Finlands första multiplexbiograf, Kinopalatsi.
I hörnet av Kajsaniemigatan ligger Nokias före detta huvudkontor Mikonlinna, Andelsbankhuset på Mikaelsgatan 11-13 och Mikaelsgatan 9 som byggdes för Atlas-banken. I bankhuset drevs biograf Rea under flera år. År 1994 öppnade Planet Hollywood Helsinki i Reas lokaler och bland gästerna under öppningen fanns Renny Harlin, Geena Davis, Bruce Willis och Sylvester Stallone. Planet Hollywood gick snart i konkurs och ersattes av en annan restaurang.

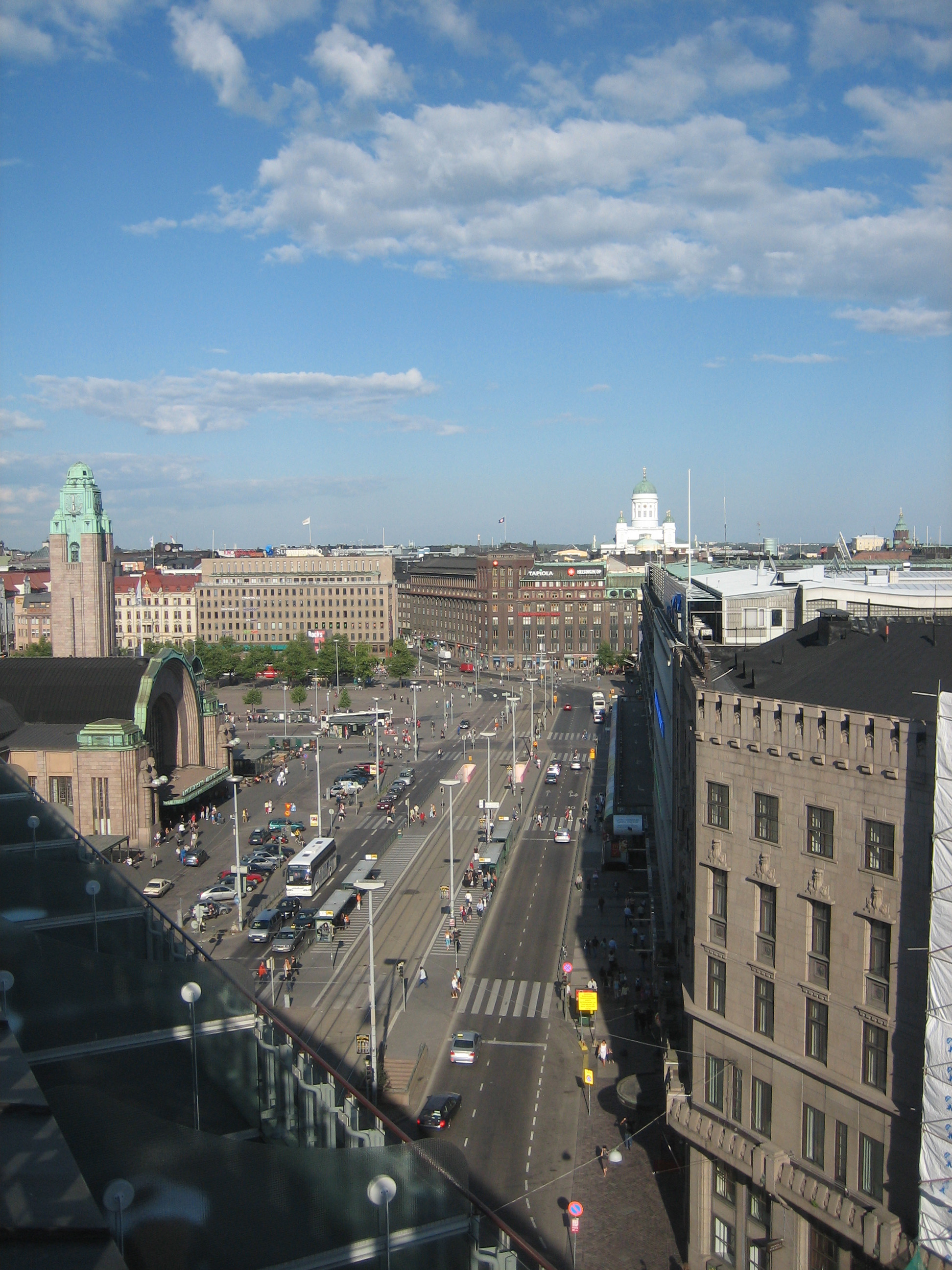
Brunnsgatan.

I söder går Brunnsgatan (finska: Kaivokatu), som sträcker sig från Mannerheimvägen i väster och möter Mikaelsgatan i öst. Spårvagnarna 3, 6, 7 och 9 går längs gatan. Brunnsgatan passerar även Elielplatsen. Järnvägstorgets södra sida domineras av Ateneum och Korvhuset. Helsingfors järnvägsstation ligger på den västra sidan av Järnvägstorget. I den norra ändan av torget finns statyn över Aleksis Kivi och under vintern finns det en skridskobana mitt på torget. Också andra evenemang brukar ordnas på torget, till exempel tävlingar i beachvolleyboll. 
Ännu på 1800-talet var Järnvägstorget en del av den leriga havsviken Gloviken, som fylldes igen mot slutet av 1800-talet. 

## Metrostationen Järnvägstorget

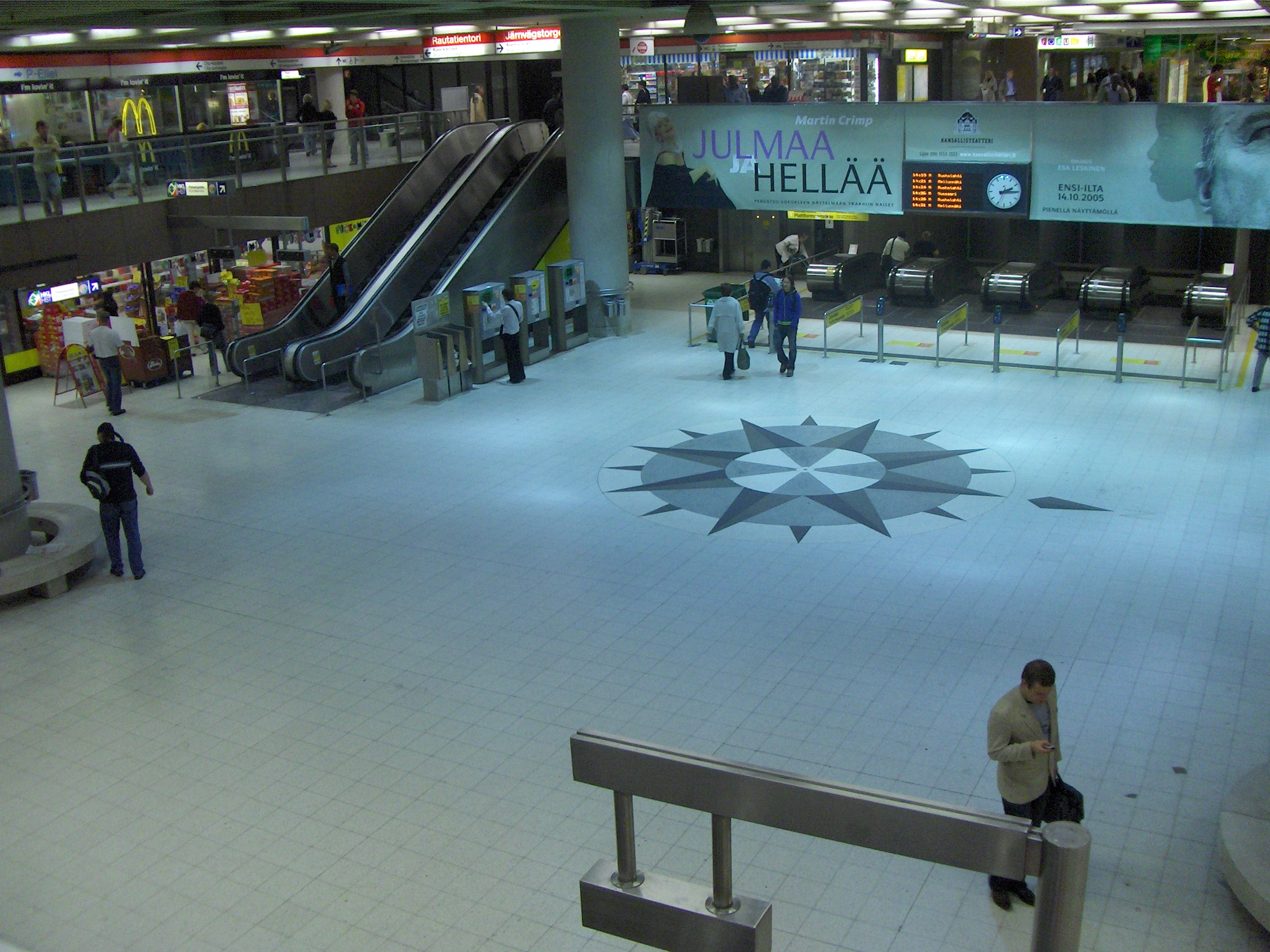
Kompasstorget

Metrostationen Järnvägstorget öppnade år 1982 då Helsingfors metro togs i bruk och 30 000 passagerare stiger av eller på under vardagar. Ovanför stationen finns Stationstunneln med flera butiker och Kompasstorget vid ingången till rulltrapporna. Metrostationen är den enda stationen i Helsingfors vars namn även ropas ut på engelska, Central Railway Station.

## Busstationen Järnvägstorget
Från järnvägstorget avgår alla lokalbussar som går norrut eller österut, det vill säga bussar med linjenummer som börjar på 6, 7 eller 8. Spårvagnarna 3B, 3T och 6 stannar vid Järnvägstorget. 